# Network access control
Pour les articles homonymes, voir NAC.
Un contrôleur d'accès au réseau (network access control ou NAC) est une méthode informatique permettant de soumettre l'accès à un réseau d'entreprise à un protocole d'identification de l'utilisateur et au respect par la machine de cet utilisateur des restrictions d'usage définies pour ce réseau. 
Plusieurs sociétés comme Cisco Systems, Microsoft ou Nortel Networks ont développé des frameworks permettant d'implémenter des mécanismes de protection d'accès au réseau d'entreprise et de vérifier le respect par les postes clients, des règles de sécurité imposées par l'entreprise : état de la protection antivirus, mises à jour de sécurité, présence d'un certificat, et bien d'autres.
Ces frameworks ont donné naissance à bon nombre d'"appliances", matériels spécialisés dans le contrôle d'accès au réseau.